# Giorgi Makaridse
Giorgi Makaridse (georgisch გიორგი მაკარიძე; * 31. März 1990 in Tiflis) ist ein georgischer Fußballtorwart.

## Karriere

### Verein
Makaridse rückte 2006 im Alter von 16 Jahren in die zweite Mannschaft des georgischen Erstligisten Dinamo Tiflis auf. Mit der Reserveelf des Hauptstadtvereins trat er in der zweithöchsten nationalen Spielklasse an und sammelte dort einige Spielpraxis. Überdies stand er auch im Kader der ersten Auswahl des Klubs, kam für diese aber nicht zum Einsatz. Vor allem durch seine Auftritte im Nationalteam weckte er das Interesse ausländischer Vereine wie den deutschen Klubs Werder Bremen und Borussia Dortmund, doch es war mit dem Le Mans FC ein französischer Erstligist, der ihn zum Jahreswechsel 2008/09 zu sich holte. Für den Transfer wurde eine Ablösesumme in Höhe von 400.000 Euro fällig.
Bei Le Mans war er zunächst hauptsächlich für die viertklassig spielende Reservemannschaft vorgesehen, rückte aber schon im Sommer 2009 in den Profikader auf und hatte in dieser mit dem Gabuner Didier Ovono einen Rivalen, dem er schon in Tiflis den Vortritt lassen musste. Am 29. November 2009 erreichte er bei einem 1:1 gegen die AS Saint-Étienne sein Debüt in der obersten französischen Spielklasse. Auch die nachfolgende Partie bestritt er, musste danach allerdings lang auf weitere Berücksichtigungen warten und 2010 zudem den Abstieg in die Zweitklassigkeit hinnehmen. Während der Saison 2011/12 avancierte er zur Nummer eins im Tor, verlor den Stammplatz jedoch nach Saisonende. Im Juni 2013 löste er nach dem Abstieg in die dritte Liga, dem später sogar der Zwangsabstieg in die Sechstklassigkeit folgte, seinen Vertrag bei den Franzosen auf.
Nach seiner Vertragsauflösung blieb er vereinslos, bis er im April 2014 vom zyprischen Erstligisten Doxa Katokopia verpflichtet wurde. Für diesen bestritt er allerdings nie ein Pflichtspiel und wechselte bereits in der sich anschließenden Sommerpause erneut, um sich dem portugiesischen Zweitligisten CD Feirense anzuschließen. Dort wurde er nach einiger Zeit Stammtorwart und erreichte 2016 dank eines knappen Vorsprungs den Aufstieg in die Erstklassigkeit. Nach dem Aufstieg schloss er sich dem ebenfalls erstklassig antretenden Moreirense FC an. In der Winterpause 2017/18 wechselte er dann weiter zum Rio Ave FC. Nach einem Jahr schloss er sich Vitória Setúbal an. In Setúbal verblieb der Georgier bis September 2020, als er bei UD Almería einen Vertrag unterschrieb. Im Juli 2022 wechselte er zur SD Ponferradina.

### Nationalmannschaft
Obwohl er noch kein Spiel für die erste Mannschaft von Dinamo Tiflis bestritten hatte, stand der damals 17-jährige Makaridse ab 2007 im Kader der georgischen Nationalelf. Für ein Qualifikationsspiel zur Europameisterschaft 2008 gegen Schottland erhielt er am 17. Oktober 2007 das Vertrauen des Nationaltrainers Klaus Toppmöller. Er stand zwischen den Pfosten, blieb dank einer starken Leistung ohne Gegentor und feierte mit der Mannschaft einen überraschenden 2:0-Sieg. Anschließend wurde er einige weitere Male ins Team berufen und trug am 26. März 2008 bei einem 1:4 in einem Freundschaftsspiel gegen Nordirland zum dritten und vorerst letzten Male das Trikot seines Landes. Nach über neun Jahren Pause feierte er 2017 sein Comeback und bestritt bisher weitere sechs Länderspiele.